# Patrick Ebert
Patrick Ebert (Potsdam, 1987. március 17.) német korosztályos válogatott labdarúgó, a görög Xánthi játékosa.

## Sikerei, díjai

### Klub
- Hertha BSC
  - Bundesliga 2: 2010–11

### Válogatott
- Németország U21
  - U21-es labdarúgó-Európa-bajnokság: 2009

## Külső hivatkozások
- Patrick Ebert adatlapja a Transfermarkt oldalán (angolul)
- Patrick Ebert adatlapja a Kicker oldalán (németül)
- Patrick Ebert adatlapja a Soccerway oldalon (angolul)
- Patrick Ebert az ESPN FC oldalon
- Patrick Ebert adatlapja Archiválva 2012. február 24-i dátummal a Wayback Machine-ben a SkySports oldalán (angolul)
- Patrick Ebert a fussballdaten.de oldalán (németül)